# Chris Burnham
Compléments
auteur de Officer Downe
Batman, Inc.
Chris Burnham est un artiste de bandes dessinées connu pour son travail sur Batman Incorporated avec Grant Morrison. Il est également le créateur des séries Officer Downe et Nixon's Pals qui ont été publiées par Image Comics.

## Biographie
Né dans le Connecticut, à Burnham, il a grandi à Pittsburgh, en Pennsylvanie, où il a découvert la bande dessinée. Il a étudié à l'Université George Washington.

### Carrière
En 2002, Burnham a déménagé à Chicago où il a commencé à travailler en tant que graphiste. Depuis, il a réalisé des travaux pour DC Comics, Marvel, Image, Boom! Studios et Moonstone Books. Un film appelé Officer Downe, basé sur la bande dessinée de Casey, est sorti le 18 novembre 2016.

## Œuvres
Son travail sur des séries comprend :
- Kolchak (avec Dave Ulanski, Moonstone Books) :
  - Tales of the Night Stalker n°3 : "More Creatures of Habit" (anthologie, 2003)
  - Black & White & Red All Over (one-shot, 2005)
- Moonstone Monsters (anthologie one-shots, Moonstone Books) :
  - Sea Creatures : "Croaked" (avec Ben Raab, 2003)
  - Witches : "The Witch in the Woods" (avec William Messner-Loebs, 2004)
- Valentine: The Safecracker's Tale (avec Nathan Allen, webcomic, The House Theatre of Chicago, 2005)
- Boston Blackie: Bloody Shame : "Inside Out" (avec Stefan Petrucha, roman graphique, Moonstone Books, 2005)
- Comiculture Anthology Volume 2 : "Suffer the Salt" (script et dessin, anthologie, roman graphique, Mad Science Media, 2005)
- Ten Ton Studios' Jam Comic n°1: "pages thirteen and twenty-five" (script et dessins, webcomic, Ten Ton Studios, 2005)
- Mystery Manor: Haunted Theatre n°2-3 : "Sucide Shift" (script et dessins, anthologie, Silver Phoenix, 2006–2007)
- Elephantmen (avec Richard Starkings, Comicraft) :
  - "Silent Running" (dans n°9, 2007)
  - "Dark Heart" (dans n°16, 2009)
- I Have 24 Hours to Live! (script et dessins, 24-hour webcomic, Ten Ton Studios, 2007)
- Fear Agent n°21 : "A Mammoth Undertaker" (script et dessins, Dark Horse, 2008)
- Nixon's Pals (avec Joe Casey, roman graphique, Man of Action, 2008)
- X-Men: Divided We Stand n°2 : "Idée Fixe" (avec Duane Swierczynski, anthologie, Marvel, 2008)
- X-Men: Manifest Destiny n°1 : "Boom" (avec James Asmus, anthologie, Marvel, 2008)
- Marvel Mystery Comics 70th Anniversary Special: "Project: Blockbuster!" (avec Tom DeFalco, one-shot, Marvel, 2009)
- Days Missing n°2 : "September 12, 1815" (avec David Hine, Archaia Studios, 2009)
- Hack/Slash (Devil's Due) :
  - "Nightmare & Sleepy" (avec Tim Seeley, dans n°29, 2009)
  - "Butterface" (script, dessins de Stephen Molnar, dans Trailers n°2, anthologie, 2010)
- Monster Truck (script et dessins, webcomic, auto-publié, 2009)
- Munden's Bar pages 45-52 : "100 Years of Puberty" (avec John Ostrander, anthologie, webcomic, ComicMix, 2010)
- The Amory Wars: In Keeping Secrets of Silent Earth 3 n°1-7 (avec Peter David et Claudio Sanchez, Boom! Studios, 2010)
- Officer Downe : "Tough Shit" (avec Joe Casey, one-shot, Man of Action, 2010)
- Snake Punch (script et dessins, 24-hour webcomic, Ten Ton Studios, 2010)
- Batman and Robin v1 n°16 : "Black Mass" (avec Grant Morrison, Cameron Stewart et Frazer Irving, DC Comics, 2011)
- Batman Incorporated (avec Grant Morrison, DC Comics) :
  - "Nyktomorph" (dans v1 n°4 et 6-7, 2011)
  - "Chapter Two" (avec Cameron Stewart, dans Leviathan Strikes! one-shot, 2011)
  - "Brand Building" (histoire ; dialogues par Grant Morrison, dessins de Frazer Irving, dans v2 n°0, 2012)
  - "Demon Star" (dans v2 n°1-10 et 12-13, avec Andres Guinaldo (n°6), Jason Masters (n°7-10) et Andrei Bressan (n°10), 2012–2013)
  - "Interlude : A Bird in the Hand" (script, dessins de Jorge Lucas, dans v2 n°11, 2012)
  - "Rending Machine" (script et dessins, dans Batman Incorporated Special anthologie one-shot, 2013)
- Crack Comics n°63 : "A Matter of Some Gravity" (script et dessins, anthologie, Image, 2011)
- Heavy Metal n°264 : "Milk Run" (script et dessins, anthologie, HM Communications, 2013)
- 2000 AD Free Comic Book Day 2014 : "Judge Dredd : The Badge" (avec Matt Smith, anthologie, Rebellion Developments, 2014)
- The Savage Dragon n°200 : "Conquering Heroes!" (avec Erik Larsen, Highbrow Entertainment, 2014)
- Nameless n°1-6 (avec Grant Morrison, Image, 2015)
- Secret Wars: E is for Extinction n°1-4 (co-scénariste avec Dennis Culver, dessins de Ramon Villalobos, Marvel, 2015)
- Black Light District : "Bizarro" (avec Will Knox et Jesse Blaze Snider, anthologie, webcomic, 2016)
- Detective Comics v2 n°50 : "The Eleven Curious Cases of Batman" (avec Peter Tomasi, parmi d'autres artistes, DC Comics, 2016)

### Couvertures
- The Amory Wars: In Keeping Secrets of Silent Earth 3  n°8-12 (Boom! Studios, 2011)
- Batman Incorporated v1 n°8 (DC Comics, 2011)
- Batman and Robin v1 n°26 (DC Comics, 2011)
- Batman v2 n°5 (DC Comics, 2012)
- Action Comics v2 n°7 (DC Comics, 2012)
- Sword of Sorcery v2 n°3 (DC Comics, 2013)
- Batman: Li'l Gotham n°1 (DC Comics, 2013)
- Zero n°1 (Image, 2013)
- Liberator n°4 (Masque Noir Studios, 2013)
- Batman and Robin v2 n°23.1, 35 (DC Comics, 2013)
- Detective Comics v2 n°23.2, 27 (DC Comics, 2013-2014)
- Superman Unchained n°4 (DC Comics, 2013)
- Damian: Son of Batman n°2 (DC Comics, 2014)
- Batman: The Dark Knight v2 n°26-27 (DC Comics, 2014)
- The Multiversity n°1 (DC Comics, 2014)
- God Hates Astronauts n°3 (Image, 2014)
- Deadpool's Art of War n°1 (Marvel, 2014)
- 2000 AD n°1950, 2000 (Rébellion de l'Évolution, en 2015, 2016)
- Klaus n°1 (Boom! Studios, 2015)
- The New Avengers v4 n°3 (Marvel, 2016)
- Deathstroke v3 n°16 (DC Comics, 2016)
- Lake de Fire n°1 (Image, 2016)
- Jeff Steinberg: Champion of Earth n°1 (Oni Press, 2016)
- Teen Titans v6 n°1 - en cours (DC Comics, 2016–...)
- Future Quest n°7 (DC Comics, 2017)
- The Dark Knight III: The Master Race n°7 (DC Comics, 2017)